# Atlantis II

Atlantis II – komputerowa gra przygodowa wyprodukowana i wydana w 1999 roku przez francuskie przedsiębiorstwo Cryo Interactive, kontynuacja gry Atlantis: Zapomniane opowieści.

## Fabuła gry
Pojawienie się supernowej w gwiazdozbiorze Kraba wysoko w niebiosach przebudziło jasną połowę Mocy. Ten, potomek Setha, bohatera poprzedniej części, nosi w sobie klucz niezbędny do rozwikłania tajemnicy. Wyrusza w podróż do Tybetu, gdzie z pomocą sędziwego mędrca stopniowo odkryje swoje przeznaczenie. Mimo przeszkód musi przywrócić porządek i równowagę ustalone tysiące lat temu. Jeśli zawiedzie, wtedy ciemna część Mocy zwycięży i świat stopniowo pogrąży się w chaosie.